# Labruguière
Labruguière är en kommun i departementet Tarn i regionen Occitanien i södra Frankrike. Kommunen ligger i kantonen Labruguière som tillhör arrondissementet Castres. År 2022 hade Labruguière 6 567 invånare.

## Befolkningsutveckling
Antalet invånare i kommunen Labruguière
| Referens: INSEE |